# The Reward of the Faithless
The Reward of the Faithless er en amerikansk stumfilm fra 1917 instrueret af Rex Ingram.

## Medvirkende
- Claire Du Brey som Dione
- Betty Schade som Anna
- Wedgwood Nowell som Guido Campanelli
- Nicholas Dunaew som Feodor Strogoff
- Dick La Reno som Paul Ragusin